# NGC 955
NGC 955 (другие обозначения — UGC 1986, MCG 0-7-27A, ZWG 388.29, IRAS02279-0119, PGC 9549) — спиральная галактика типа Sab в созвездии Кит, открытая Уильямом Гершелем в 1785 году. Описание Дрейера: «довольно яркий, маленький, вытянутый объект, более яркий в середине».
Этот объект входит в число перечисленных в оригинальной редакции «Нового общего каталога».
NGC 955 входит в группу галактик NGC 936. С. Р. Повель в атласе «Un Atlas de l’Univers», включает в эту группу также объекты UGC 1839 и UGC 1862. A. M. Гарсиа включает в эту группу UGC 1981, MCG-1-7-20, UGC 1945 и NGC 941. Несмотря на нахождение в группе с крупными галактиками, серьёзных приливных деформаций из-за гравитационного влияния соседей не наблюдается.
Близкое расположение галактики к Земле и положение с рёбра делает объект интересным в целях изучения структуры и свойств галактических дисков.
Галактика NGC 955 входит в состав группы галактик NGC 936. Помимо NGC 955 в группу также входят UGC 1862, NGC 936, UGC 1981, MCG -1-7-20, UGC 1945, NGC 941 и UGC 1839.